# Piazza Broletto (Mantova)
Piazza Broletto è una delle piazze principali di Mantova, situata nel centro storico, tra Piazza Sordello e Piazza delle Erbe.

## Storia e descrizione
La piazza, in epoca comunale, era il centro della vita pubblica. Sul lato meridionale si eleva il Palazzo Broletto, edificato nel 1227 da Laudarengo Martinengo, podestà della città. 
Sulla facciata posteriore del palazzo si trova la statua duecentesca raffigurante Virgilio in cattedra, detta in dialetto la vecia. All'angolo si erge la Torre del Broletto (o Torre del Podestà), alla quale è addossata Casa Tortelli. Al centro della piazza è collocata l'ottocentesca Fontana dei Delfini, nel punto in cui venne scavato il primo pozzo artesiano per fornire acqua potabile alla città.
Sul lato sud si trova il Palazzo del Massaro, del XIV secolo, al cui interno sono presenti importanti affreschi del Quattrocento della scuola del Pisanello.

## Galleria d'immagini

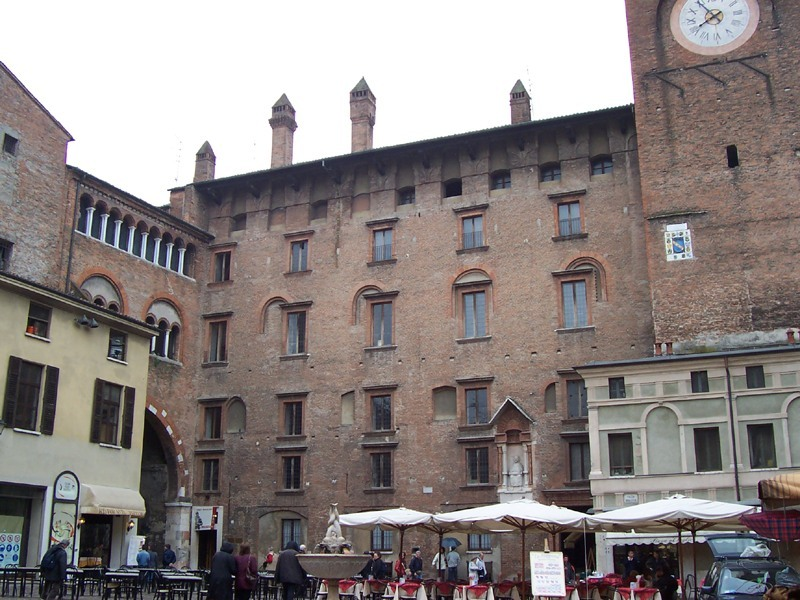
Palazzo del Podestà
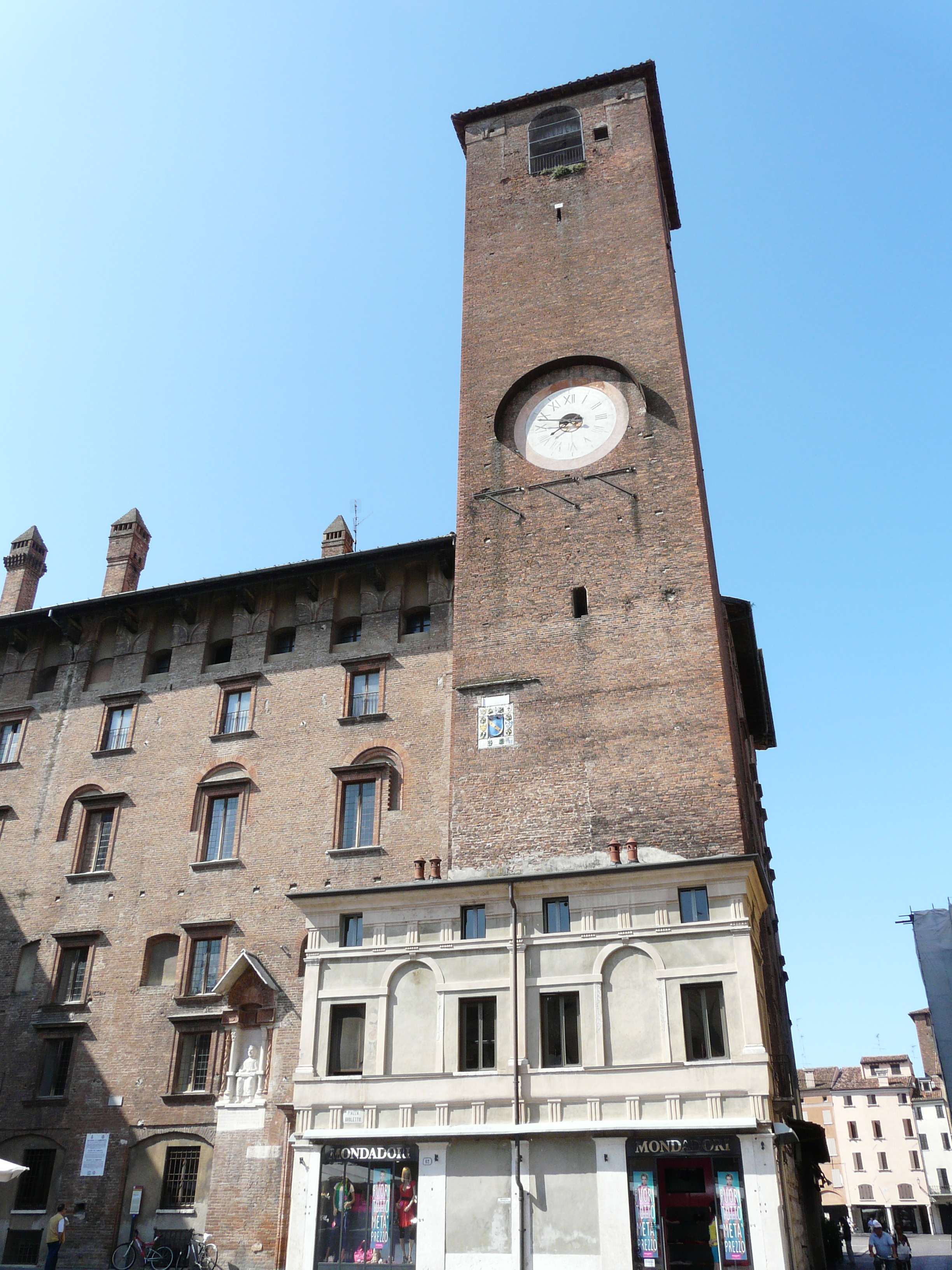
Torre del Podestà con Casa Tortelli
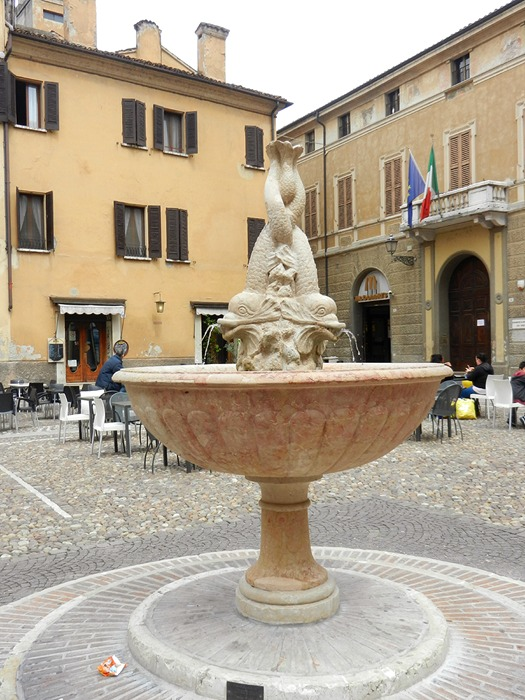
Fontana dei delfini
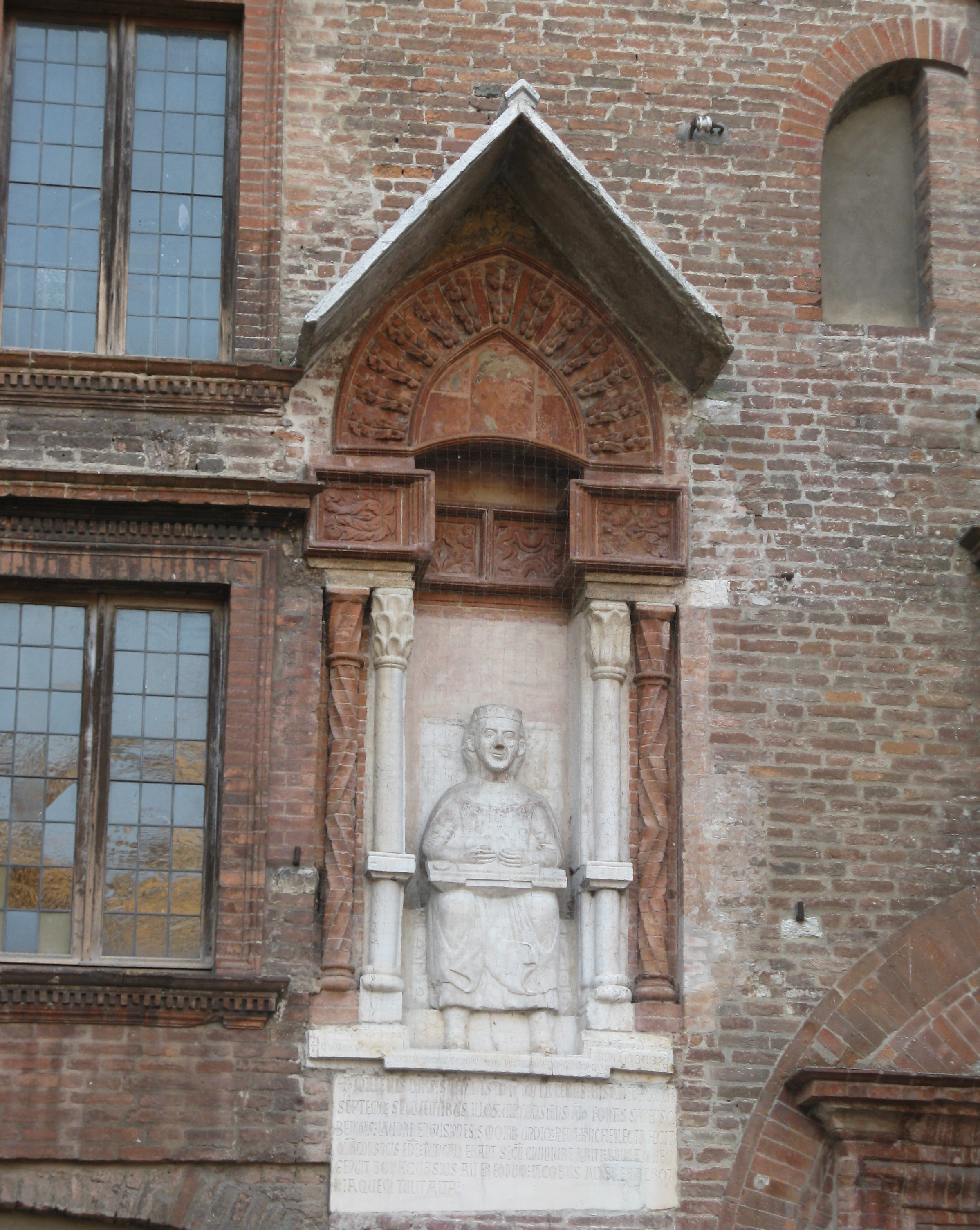
Virgilio in cattedra
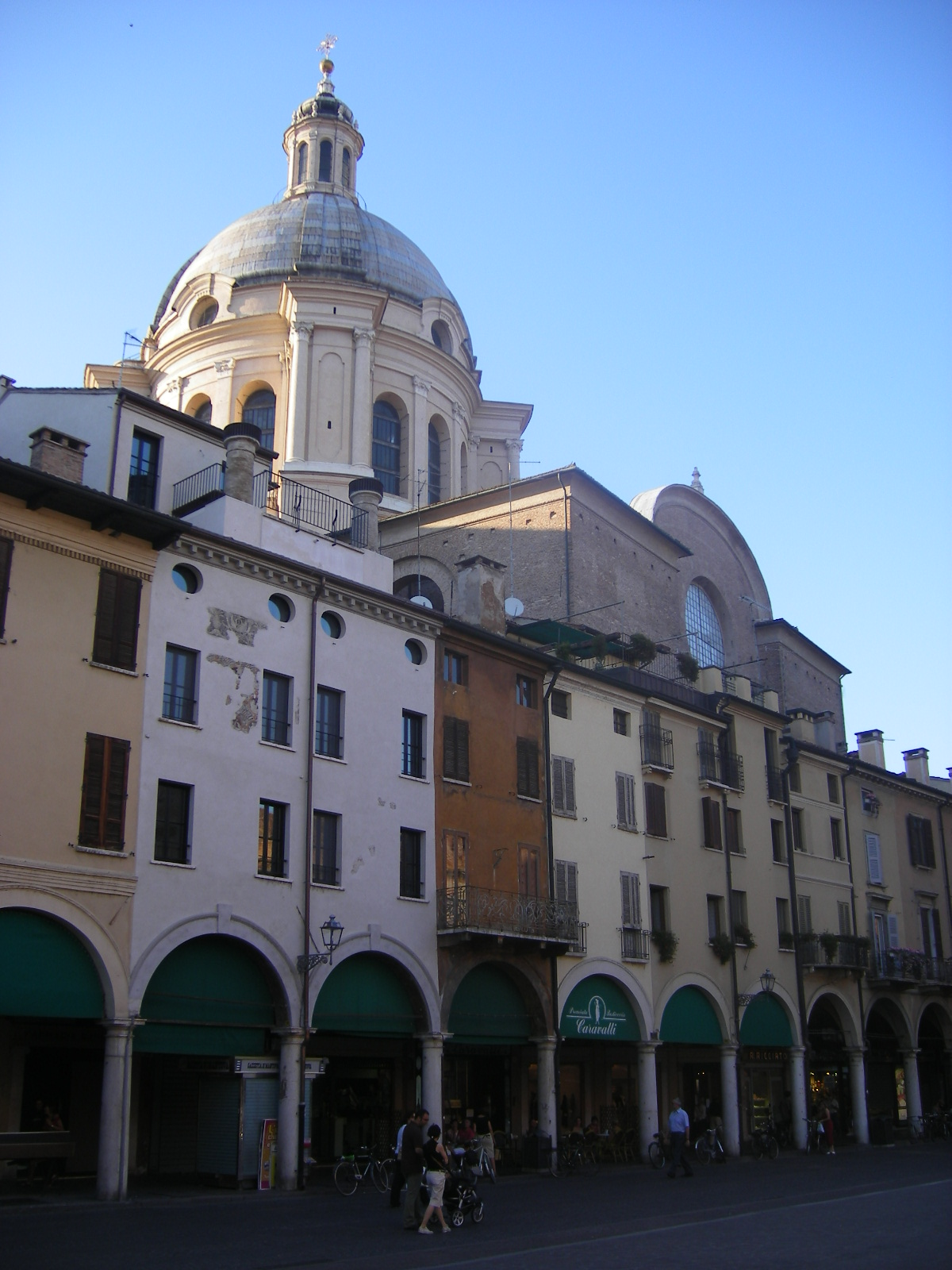
Portici di via Broletto